# 赵湘 (华州)
赵湘，字巨源，北宋华州（今陕西渭南市华州区）人。
赵湘中进士甲科，历任彰武、永兴、昭武三军节度推官，升为秘书省著作佐郎、知新繁县。因有政绩，改知商州，转任陇州、兴元府，再升为太常博士。上书《补政忠言》十篇，召判宗正寺，赐白金二百两。上书请以元德李太后祔太宗庙室。被采纳。册封西夏赵德明，假尚书礼部员外郎，为官告副使。擢升为殿中侍御史，权判三司勾院，上书请封禅。真宗命他管勾南宫北宅事。东封泰山，为东京留守推官，礼成，升任侍御史。纠察刑狱，改尚书刑部员外郎兼侍御史知杂事。真宗祀汾阴，为考制度副使，兼判宗正寺。历任三司户部、度支副使。祀太清宫，管勾留司三司事。为盐铁副使，再升为工部郎中、直昭文馆，出知河南府，改任河中府，为京西转运使。又改任凤翔府、延州，升任太常少卿、知襄州。又知应天府，进右谏议大夫，知河南府，为集贤院学士，因病知虢州，去世。